# Лавра (река)
Лавра — река в России, протекает в Верхошижемском районе Кировской области. Устье реки находится в 35 км по левому берегу реки Шижма. Длина реки составляет 15 км.
Исток реки находится у нежилой деревни Тюмени в 7 км к юго-востоку от посёлка Верхошижемье. Река течёт на юго-запад по ненаселённой местности. Всё течение реки проходит по холмистым отрогам Вятского Увала, падение относительно большое, 3 м/км. Впадает в Шижму в 10 км к юго-западу от Верхошижемья.

## Данные водного реестра
По данным государственного водного реестра России относится к Камскому бассейновому округу, водохозяйственный участок реки — Вятка от города Котельнич до водомерного поста посёлка городского типа Аркуль, речной подбассейн реки — Вятка. Речной бассейн реки — Кама.
Код объекта в государственном водном реестре — 10010300412111100036283.